# ドラゴンボール タッグバーサス
『ドラゴンボール タッグバーサス』はバンダイナムコゲームス（バンダイレーベル）より2010年9月30日に発売されたPlayStation Portable（PSP）用ゲームソフト。開発はスパイク。
鳥山明原作の漫画・アニメ『ドラゴンボールZ』を題材にしたチーム対戦アクションゲーム。
プレイ人数は1人。通信時は2人〜4人。

## 概要
システムは基本的に『ドラゴンボールZ Sparking! METEOR』に基づいている。ただし、一部の操作や技の内容も変更されている。本作は『Sparking!』シリーズとは異なりTVアニメ版『Z』のBGMは使用されていないが、『Z』放映当時のアニメ画像が幾つかサイズ調整をされて使用されている。
今回は題名の「タッグバーサス」の通り、2対2のチーム対戦が楽しめる内容になっている。また、2人同時に必殺技を発動させる新システムなどがある。

### 登場キャラクター
変身形態を含め70体のキャラクターが使用可能。一部の形態は省略されているキャラクターもいる（例：ベジット〈通常時〉、魔人ブウ〈ゴテンクス吸収形態〉、ブロリー〈通常形態＆超サイヤ人形態〉、メカフリーザなど）。劇場版やアニメスペシャルのキャラクターはほとんど含まれていないが、バーダック、ブロリー、ゴジータは登場する。
また、声は『ドラゴンボール改』と同じ声優が担当しており、今作からミスター・サタンやセルジュニアの声が新たに変わっている。両者とも、アニメ放送よりも先に新しい声優が充てられて登場している。
- 孫悟空（声：野沢雅子）
- スーパーサイヤ人孫悟空（声：野沢雅子）
- スーパーサイヤ人2孫悟空（声：野沢雅子）
- スーパーサイヤ人3孫悟空（声：野沢雅子）
- 孫悟飯（幼年期）（声：野沢雅子）
- 孫悟飯（少年期）（声：野沢雅子）
- スーパーサイヤ人孫悟飯（少年期）（声：野沢雅子）
- スーパーサイヤ人2孫悟飯（少年期）（声：野沢雅子）
- 孫悟飯（青年期）（声：野沢雅子）
- スーパーサイヤ人孫悟飯（青年期）（声：野沢雅子）
- スーパーサイヤ人2孫悟飯（青年期）（声：野沢雅子）
- アルティメット悟飯（声：野沢雅子）
- ベジータ（スカウター）（声：堀川りょう）
- ベジータ（声：堀川りょう）
- スーパーサイヤ人ベジータ（声：堀川りょう）
- スーパーサイヤ人2ベジータ（声：堀川りょう）
- 魔人ベジータ（声：堀川りょう）
- トランクス（剣）（声：草尾毅）
- スーパーサイヤ人トランクス（剣）（声：草尾毅）
- トランクス（格闘）（声：草尾毅）
- スーパーサイヤ人トランクス（格闘）（声：草尾毅）
- ピッコロ（声：古川登志夫）
- クリリン（声：田中真弓）
- ヤムチャ（声：古谷徹）
- 天津飯（声：緑川光）
- 餃子（声：江森浩子）
- ビーデル（声：皆口裕子）
- ラディッツ（声：千葉繁）
- ナッパ（声：稲田徹）
- 栽培マン（声：沼田祐介）
- フリーザ軍兵士（声：今村直樹）
- キュイ（声：竹本英史）
- ドドリア（声：長嶝高士）
- ザーボン（声：三浦祥朗）
- スーパーザーボン（声：三浦祥朗）
- ギニュー（声：小西克幸）
- リクーム（声：佐々木誠二）
- ジース（声：岸尾だいすけ）
- バータ（声：小野坂昌也）
- グルド（声：高戸靖広）
- フリーザ第一形態（声：中尾隆聖）
- フリーザ第二形態（声：中尾隆聖）
- フリーザ第三形態（声：中尾隆聖）
- フリーザ最終形態（声：中尾隆聖）
- フルパワーフリーザ（声：中尾隆聖）
- セル第一形態（声：若本規夫）
- セル第二形態（声：若本規夫）
- セル完全体（声：若本規夫）
- パーフェクトセル（声：若本規夫）
- 人造人間16号（声：緑川光）
- 人造人間17号（声：中原茂）
- 人造人間18号（声：伊藤美紀）
- 人造人間19号（声：堀之紀）
- 人造人間20号（ドクター・ゲロ）（声：矢田耕司）
- セルジュニア（声：藤本たかひろ）
- 孫悟天（声：野沢雅子）
- スーパーサイヤ人孫悟天（声：野沢雅子）
- トランクス（幼年期）（声：草尾毅）
- スーパーサイヤ人トランクス（幼年期）（声：草尾毅）
- スーパーサイヤ人ゴテンクス（声：野沢雅子&草尾毅）
- スーパーサイヤ人3ゴテンクス（声：野沢雅子&草尾毅）
- スーパーゴジータ（声：野沢雅子&堀川りょう）
- スーパーベジット（声：野沢雅子&堀川りょう）
- ダーブラ（声：大友龍三郎）
- 魔人ブウ（善）（声：塩屋浩三）
- 魔人ブウ（悪）（声：塩屋浩三）
- 魔人ブウ（悟飯吸収）（声：塩屋浩三）
- 魔人ブウ（純粋）（声：塩屋浩三）
- バーダック（声：野沢雅子）
- ブロリー（声：島田敏）

### その他
- ブルマ（声：鶴ひろみ）
- ミスター・サタン（声：石塚運昇）
- 界王様（声：八奈見乗児）
- バビディ（声：八奈見乗児）
- ナレーション（声：八奈見乗児）
- 界王神（声：三ツ矢雄二）
- 亀仙人（声：なし）
- デンデ（声：なし）
- ネイル（声：なし）

## 先着予約特典
- 道着クリーナー付きバーサスストラップ

## 攻略本
集英社から同時発売。